# Johan Adam von Blessingh
Johan Adam von Blessingh, född 1678, död 1743, var en svensk officer. Han var far till Carl Adam von Blessingh.
von Blessing blev volontär vid fortifikationen 1694, löjtnant 1701 och överste 1742. Han adlades 1743. Under det stora nordiska kriget deltog von Blessingh i flera fortifikatoriska arbeten och nedlade 1739-40 ett förtjänstfullt arbete på de finska fästningarnas stärkande.